# トランスメディア
トランスメディア株式会社は、東京都に本社を置いていた出版社であり、主にファッションに関する雑誌やさまざまな芸能人の書籍や写真集を出版していた。
東京都港区に本社を置くトランスメディアは、無関係の同名企業である。

## 概説
2007年6月18日、日本で初めて海外セレブリティを専門として取り扱う女性誌として、GOSSIPSの第1号が発行される。2007年11月18日には月刊誌として創刊された。発売元は週刊実話を発行している日本ジャーナル出版。
最盛期の2006年8月期には年売上高約14億1700万円を計上していたが、出版不況の煽りを受け2018年8月期の年売上高は約5億2400万円にまで急落。リストラ策を講じるなど経営改善に取り組んでいたが好転せず営業赤字に陥り、2020年1月27日に事業停止を発表。その2日後には弁護士に任意整理を依頼した。

## 発行していた雑誌
刊行物のほとんどは女性向けだった。
- GLITTER（女性ライフスタイル雑誌）[1]
- GOSSIPS（海外セレブ情報誌）[1]
- KATY
- NYLON JAPAN
- NYLON JAPAN × Yui Aragaki Fashion Photo Magazine（2012年9月20日発売）
- 小悪魔ageha[1]